# Карен Вайт
Карен Вайт — американська письменниця, авторка понад двадцяти п’яти романів, що неодноразово ставали бестселерами New York Times.

## Життя і кар'єра
Вайт народилася в Талсі, штат Оклагома, і в дитинстві жила в багатьох штатах, а також у Венесуелі та Лондоні, Англія, де закінчила Американську школу в Лондоні[джерело?]. Вона навчалася у коледжі в Університеті Тулейн у Новому Орлеані, штат Луїзіана, де здобула ступінь бакалавра наук з менеджменту.
Більшість романів Вайт місцем дії мають низинну місцевість на південному сході Сполучених Штатів. Її перша книжка «У тіні місяця» стала подвійним фіналістом премії RITA Award американських письменників любовних романів. У листопаді 2009 року книжка «Дівчина з вулиці Леґар» потрапила до списку бестселерів The New York Times. Книжка «На Фоллі-Біч», вийшла у травні 2010 року й також стала бестселером NYT. На тепер Вайт опублікувала 27 романів, остання книжка «Горище на Квін-стріт» вийшла в листопаді 2021 року. Окрім власних робіт, Вайт також є співавторкою чотирьох романів разом з Беатріс Вілямс і Лорен Вілліґ ; останній, The Lost Summers of Newport, вийшов у травні 2022 року.
Вайт одружена з Тімоті Дж. Вайтом, американським банкіром, має двох дітей і проживає поблизу Атланти, штат Джорджія. Вайт наразі видає видавництво Berkley, підрозділ Penguin Random House.

### Окремі романи
- У тіні місяця /In the Shadow of the Moon, серпень 2000  ISBN 0-505-52395-7
- Шепіт прощання /Whispers of Goodbye жовтень 2001 ISBN 0-505-52455-4
- Повернення додому /Falling Home Червень 2002 ISBN 0-8217-7338-0
- Після дощу /After the Rain, квітень 2003 ISBN 0-8217-7339-9
- Благословення Mossy Creek /Blessings of Mossy Creek, червень 2004  ISBN 0-9673035-5-9
- Колір світла /The Color of Light, червень 2005 ISBN 0-451-21511-7
- Частини серця /Pieces of the Heart, квітень 2006 ISBN 0-451-21767-5
- Вчимося дихати /Learning to Breathe березень 2007 ISBN 978-0-451-22034-9
- Пам'ять води /The Memory of Water березень 2008 ISBN 0-451-22303-9
- Втрачені години /The Lost Hours, квітень 2009 ISBN 0-451-22649-6
- На Фоллі-біч /On Folly Beach, травень 2010 ISBN 0-451-22921-5
- Пляжні дерева /The Beach Trees, травень 2011 ISBN 0-451-23307-7
- Переломний момент /Sea Change Червень 2012 ISBN 0-451-23676-9
- Час між /The Time Between червень 2013 ISBN 0-451-23986-5
- Давно минуло /A Long Time Gone червень 2014 ISBN 0-451-24046-4
- Звук скла /The Sound of Glass, травень 2015 ISBN 0-451-47089-3
- Польотні траєкторії /Flight Patterns Травень 2016 ISBN 0-451-47523-2
- Ніч, коли згасло світло /The Night the Lights Went Out, квітень 2017 ISBN 978-0451488381
- Сни про падіння /Dreams of Falling червень 2018 ISBN 978-0451488411

### Серія Вулиця Тредд
- Будинок на вулиці Тредд /The House on Tradd Street, листопад 2008 року ISBN 0-451-22509-0
- Дівчина з вулиці Леґар /The Girl On Legare Street, листопад 2009 ISBN 0-451-22799-9
- Незнайомці на вулиці Монтег'ю /The Strangers on Montagu, листопад 2011 ISBN 0-451-23526-6
- Повернення на вулицюТредд /Return to Tradd Street, січень 2014 року ISBN 0-451-24059-6
- Гості на Південній набережній /The Guests on a South Battery, січень 2017ISBN 978-0451475237
- Різдвяні духи вулиці Тредд /The Christmas Spirits on Tradd Street, жовтень 2019 ISBN 978-0-451-47524-4
- Мансарда на вулиці Квін /The Attic on Queen Street листопад 2021 ISBN 978-0451475251

### Спільні романи
- Забута кімната / The Forgotten Room(з Лорен Вілліґ і Беатріс Вільямс), січень 2016 ISBN 978-0-451-47462-9
- Скляний океан /The Glass Ocean (з Лорен Вілліґ і Беатріс Вільямс), вересень 2018 ISBN 978-0-062-85948-8
- Усі слова прощання /All the Ways We Said Goodbye (з Лорен Вілліґ і Беатріс Вільямс) січень 2020 ISBN 978-0-062-93109-2
- Втрачені літа Ньюпорта /The Lost Summers of Newport (разом з Лорен Вілліґ і Беатріс Вільямс) травень 2022 ISBN 978-0-063-04074-8

### Переклади українською
2020 року у видавництві «Віват» вийшов український переклад роману «Будинок на вулиці Тредд». Перекладачка — Ольга Гладкая. 2023 року у видавництві «КСД» вийшов український переклад роману «Крамниця на вулиці Роял», а 2024 — «Будинок на вулиці Пританія». Перекладачка — Наталя Третякова.

## Зовнішні посилання
Офіційний сайт